# IPad Mini 4
iPad Mini 4 (được đưa ra thị trường với tên iPad mini 4) là máy tính bảng iPad Mini thế hệ thứ tư do Apple Inc. thiết kế, phát triển và đưa ra thị trường. Nó được công bố cùng với iPad Pro vào ngày 9 tháng 9 năm 2015, và phát hành cùng ngày. iPad Mini 4, sản phẩm thay thế iPad mini 3, đã bị ngừng sản xuất vào ngày 18 tháng 3 năm 2019 và được thay thế bằng iPad Mini thế hệ thứ năm.

## Lịch sử
iPad Mini 4 đã được công bố trong sự kiện đặc biệt "Hey Siri" của Apple vào ngày 9 tháng 9 năm 2015, bên cạnh các sản phẩm mới bao gồm iPad Pro, iPhone 6s và Apple TV. Tuy nhiên có sự tập trung tối thiểu vào thiết bị mới, chỉ có một đề cập ngắn gọn ở phần cuối của iPad Pro trong sự kiện.

## Tính năng

### Phần mềm
iPad Mini 4 là thiết bị đầu tiên được cài đặt sẵn hệ điều hành iOS 9. Với nhiều hơn 1 GB RAM so với Mini thế hệ trước, iPad Mini 4 có khả năng sử dụng các tính năng đa nhiệm Slide Over, Split View và Picture in Picture trong iOS 9.
Thiết bị này tương thích với iOS 9.1, được phát hành vào ngày 21 tháng 10 năm 2015, bổ sung ứng dụng Tin tức cho Anh và Úc cũng như thêm emoji và sửa lỗi khác.
Apple đã hé lộ tại WWDC 2019 rằng iPad Mini 4 sẽ hỗ trợ iPadOS, mặc dù có tin đồn rằng nó sẽ không hỗ trợ. Nó không hỗ trợ một số tính năng như Memoji Stickers, các ứng dụng dựa trên ARKit của Apple và hỗ trợ Sidecar trong macOS Catalina do được trang bị vi xử lý Apple A8. Ngoài ra, hầu hết các tính năng được giới thiệu trong iPadOS sẽ hoạt động với iPad này, bao gồm hỗ trợ cho các ổ USB bên ngoài (sử dụng bộ kết nối camera), màn hình chia nhỏ được thiết kế lại và giao diện đa nhiệm (hỗ trợ hai ứng dụng chạy song song) và hỗ trợ Haptic Touch (sẽ không có haptic feedback nào vì iPad không có Taptic Engines).

### Thiết kế
iPad Mini 4 là cuộc đại tu thiết kế đầu tiên của dòng iPad Mini, với thân máy cao hơn và rộng hơn một chút (mặc dù không tăng kích thước màn hình) và đặc biệt còn có thiết kế mỏng hơn nhiều so với iPad Mini 2 và Mini 3. Thiết bị này cũng nhẹ hơn thế hệ trước 33,2 gram.
Do thiết kế lại, thiết bị này không tương thích với các ốp bảo vệ của iPad Mini 2 hoặc iPad Mini 3. Để bù đắp cho điều này, Apple đã phát hành Smart Cover và ốp silicon cho Mini 4, có thể được sử dụng riêng rẽ hoặc cùng nhau làm ốp bảo vệ. Cần gạt tắt tiếng đã bị loại bỏ như đã được thực hiện cho iPad Air 2.
Cũng như iPad Mini 3, iPad Mini 4 có sẵn ba màu: Space Gray (Xám không gian), Silver (Bạc) và Gold (Vàng).

### Phần cứng
Trong khi iPad Air 2 và iPad Mini 3 đều được phát hành vào tháng 10 năm 2014, Mini 3 chỉ được trang bị linh kiện của Mini 2 bao gồm vi xử lý A7 thay cho phần cứng của iPad Air 2. iPad Mini 4 có thông số kỹ thuật được nâng cấp gần hơn với iPad Air 2. Tuy nhiên Mini 4 có vi xử lý nhân kép A8 thay cho ba nhân trên A8X.  Apple tuyên bố rằng vi xử lý "nhanh hơn 1,3 lần" ở các tác vụ CPU và "nhanh hơn 1,6 lần" ở các tác vụ đồ họa so với vi xử lý A7 trong các mẫu Mini trước đây. Cùng với iPad Air 2, Mini 4 có 2 GB RAM, cho phép thiết bị hỗ trợ các tính năng đa nhiệm nâng cao có sẵn với hệ điều hành iOS 9.
Giống như iPad Mini 3 xuất hiện trước đó, iPad Mini 4 có khả năng thanh toán di động thông qua Apple Pay kết hợp với cảm biến Touch ID. Với iOS 10, Apple Pay được hỗ trợ trong ứng dụng Safari.
Thiết bị này có chung cụm camera như iPad Air 2 với camera 8 megapixel với khẩu độ ƒ/2.4. Màn hình Retina giống với iPad Mini 2, được cán mỏng (giống iPad Air 2) và có lớp phủ chống chói, dẫn đến chất lượng hình ảnh được cải thiện đáng kể so với thế hệ trước. Màn hình iPad Mini 4 có độ chính xác màu được cải thiện hơn nhiều do tăng Gam màu lên 101% sRGB so với kém ~62% trên các mẫu trước đó.
Nó có pin nhỏ hơn một chút so với các thế hệ trước mặc dù Apple tuyên bố thời lượng pin là 10 giờ như người tiền nhiệm.
Ngoài ra còn có một mô-đun không dây được cập nhật thêm hỗ trợ cho Wi-Fi 802.11ac  và Bluetooth 4.2. Giống như người tiền nhiệm, iPad Mini 4 đã có sẵn các tùy chọn lưu trữ là 16, 32, 64 hoặc 128 GB, mặc dù đến tháng 3 năm 2017, tất cả ngoại trừ bản 128 GB đã bị ngừng sản xuất.

## Tiếp nhận
Các đánh giá nhìn chung rất tích cực, The Verge chấm điểm iPad Mini 4 9/10, ca ngợi màn hình, hiệu năng nhanh, camera tuyệt vời và đa nhiệm nhưng thất vọng với loa và cạnh vát.
CNET cũng đánh giá cao màn hình mới "sống động hơn" và thiết kế mỏng hơn cũng như các tính năng mới trong iOS 9 mà thiết bị có thể sử dụng. Tuy nhiên, họ cũng chỉ trích nó đắt hơn các máy tính bảng 8 inch khác và các tính năng đa nhiệm không hoạt động tốt trên màn hình nhỏ hơn. Cũng có những chỉ trích về bộ vi xử lý A8 của iPad Mini 4 đã được một năm tuổi, được coi là "cải lùi" từ vi xử lý A8X của iPad Air 2 và iPhone 6S. Điều này trái ngược với iPad Mini 2 có bộ xử lý A7 được sử dụng trong iPad Air và iPhone 5S khi chúng được phát hành vào mùa thu 2013.